# Срњача
Срњача (Sarcodon imbricatus) је, кад је млада, јестива гљива.
Срњачу је први идентификовао ботаничар Олоф Целсиус  недалеко од града Упсала у Шведској 1732. године. Карл Лине писао је о њој 1737. године у свом делу Флора лапоника. Првобитно је врсту описао под  називом Hydnum imbricatum  1753. године. У род Sarcodon сместио ју је  фински миколог Петер Адолф Карстен 1881. године. Име рода ове гљиве потиче од старогрчких речи Sarco што значи месо и odon  што значи зуб.

## Опис

##### Шешир
Величине је 6-20 (30) цм, сивобраонкасте боје, велурасте основе, покривен крупним издигнутим и концентрично распоређеним љуспама.Обликаје испупченог до равног, махом с испупчењем и у средини, а у старости је левкастог облика и пробушене средине. Месо му је дебело, руб шешира светлије до беличасте боје, дугачко подвијен, а тзек старењем гњиве руб постаје оштар и понекад се исправи.

##### Иглице
Најпре су кратке и беличасте, потом пепељастосиве и најзад смеђе, често дуже од 1мм, и силазне. 

##### Дршка
Белосива је, браонкаста, без сјаја ваљкастог до батинастог облика, кратка је и јака, пуна, у старости цеваста, баршунасте пшовршине. 

##### Месо
У почетку је бело, касније бледе сивосмеђе боје, чврсто, у основи дршке дрвенаст. Миирис је ароматичан, а укус благ до нагорак. 

##### Споре
Величине су 6,5-8/5-6 цм, грбаве оштрих ивица. Отисак спора је смеђе боје.

## Употребљивост
Млада гљива је јества и користи се као зачинска гљива. Садрже влагу, маст, сирове беланчевине, пепео и угљенехидрате. Установљено је да количина незасићених масних киселина знатно надмашује засићене, а пронађена је одређена количина галне и аскорбинске киселине и врло мала количина бета каротена и ликопена. Изолован је и ергостерол код кога је забележено антитуморско и противупално деловање. 
Сматра се да конзумирање сирове гљиве може узроковати тегобе. Срњача је осредњег квалитета. Због јаке и специфичне ароме, обично се за јело не узима већа количина. Младе недозреле гљиве погодне су за усољавање, маринирање и сушење. Њихов горак укус нестаје већ након неколико минута кувања. У Бугарској  је мељу за брашно.

## Станиште
Срњача расте у брдско-планинским четинарским шумама, често у низу или у вилнским круговима, од аугуста до новембра.

## Напомена
Срњачи је веома слична ретка гљива храпава јежевица (Hydnellum scabrosum, позната и као Sarcodon scabrosus) која, међутим расте у листопадним шумама, и то претежно испод букве.
Срњачу и врсти Sarcodon squamosis су до последње декаде прошлог века сматране једном врстом. До тада уочене разлике односиле су се на чињеницу да су плави и зеленкасти пигменти добијени из плодних тела, квалитетнији уколико је гљива расла испод белог бора од пигмената из плодних тела гљива које су биле повезане с обичном смреком. На разлику су упућивале и одређене макроскопске разлике, а група шведских научника потврдила је да је реч о две врсте након што је провела анализу ДНК секвенци. Објавили су да је срњача она која расте испод смрека.